# 검은 조직

쿠도 신이치와 함께 보여지는 잘 알려진 검은 조직 일원. 왼쪽 위에서 아래로 진, 워커, 베르무트, 코른, 키안티

검은 조직(일본어: 黒の組織, くろのそしき)은 아오야마 고쇼의 추리만화인 명탐정 코난에 등장하는 범죄조직이다.
우선 검은 조직은 '제트 코스터 살인사건'에서 처음으로 등장하였으며, 이때 쿠도 신이치가 이 조직에서 제조한 약물인 APTX4869을 먹고 몸이 작아진다. 그 후 단행본과 TV 애니메이션과의 내용 전개가 엇갈린다. 단행본에서는 '신칸센 열차 폭발 사건'과 '기묘한 사람 찾아 살인사건' 편에 검은 조직이 등장한다. 그러나, TV 애니메이션에서는 이 두 에피소드에 검은 조직이 등장하지 않는다. 따라서, 명탐정 코난 TV 애니메이션 제작부는 하이바라 아이가 처음 등장하는 '검은 조직에서 온 여자와 대학교수 살인사건' 편을 방송하기 이전에 별도로 미야노 아케미가 사망하는 장면을 새로 구성하여 방송했다. 이 후의 내용은 단행본과 TV 애니메이션이 거의 일치한다.
단행본에서는 '신칸센 열차 폭발 사건'에서 진과 워커의 암호명이 처음으로 밝혀진다. 그러나, TV 애니메이션에서는 '신칸센 열차 폭발 사건'에서 검은 조직이 등장하지 않아, 검은 조직의 암호명은 한참 후인 1997년 방송한 '전설의 안개 괴물 살인 사건'에서 최초로 언급되었다.

## 주요 구성원
조직을 총괄하는 그 분부터 시작해서 조직의 지휘를 관장하는 진, 변장 전문인 베르무트, 진을 형님으로 부르는 보드카 (워커) 등 몇몇 관계자만 파악되고 있다. 앞에서 말했듯이 조직원 이름은 모두 술에서 가져왔다. 덧붙여 아래에 본명이라고 기록된 이름도 가명일 가능성이 있다.

### 현재 조직에 소속된 멤버
그 분(일본어: あの方)
검은 조직을 통괄하고 지배하는 보스. 그 이름은 "카라스마 렌야"(일본어: 烏丸 蓮耶, からすま れんや) 한국명:오억만(하지만 이것도 추정인물)이지만 40년 전에 행방불명되었으며 현재 이름은 아무도 모르는 상태로 정체도 정확히 알 수 없다.
그 분에 대해 조금이라도 알려진 정보라고는 하이바라 아이가 말한 "그분은 도저히 믿을 수 없는 의외의 인물일지도 모른다."라는 것과 피스코가 "오랜 세월 동안 시중들었다."라고 말한 정도밖에 없으며, 신중하고 신중하기 때문에 자신의 정체가 조금이라도 드러날 기미가 보일 위험이 있으면 일괄 기척을 드러내지 않는다.
조심성이 많고 신중한 면 때문에 진과 피스코와의 암살 사건에서 신문기자에게 샹들리에를 향해 총을 쏘는 모습이 찍힌 피스코에게 자신의 정체가 드러날 염려가 생겼단 이유로 진에게 암살 명령을 내리기도 했으며, FBI와 밀약을 맺고 조직으로 돌아온 키르에게 의구심이 든다는 이유와 함께 조직의 위험인물을 제거하기 위한 속셈으로 FBI 아카이 슈이치를 암살하란 명을 내린다. 또, 베르무트를 총애하고 있지만, 가끔씩 자신의 명령 밖에서 독단적으로 은밀한 행동을 하는 그녀를 불신하여 진에게 조사를 지시하는 모습을 보이기도 한다.
베르무트는 아카이 슈이치와 애도가와 코난 (쿠도 신이치) 을 자신의 조직을 붕괴시킬 가능성이 있는 "실버 블렛"(Silver Bullet)" 같은 존재라며 우려를 나타낸다.

#### 핵심인물 및 주요인물
- 럼(일본어: ラム, 영어: Rum)

그 분의 측근이자 조직의 2인자. 아카이 슈이치와 하이바라 아이도 조직에 있을 때 몇 번 들어봤지만, 자세히는 알지 못한다. 하이바라 아이의 말에 의하면 그는 한쪽 눈이 의안이라 한다.
이름은 당밀이나 사탕수수에 물을 타서 발효시킨 뒤 증류하여 만드는 럼(Rum)에서 유래했다.
- 진(일본어: ジン, 영어: Gin)
  - 성우: 호리 유키토시/전인배(KBS)→서윤선(투니버스)

검은 조직의 핵심 인물로 본명과 국적은 불명.
쿠도 신이치가 자신들의 거래현장을 목격하자 뒤에서 신이치를 기습하고 의식을 잃은 신이치에게 APTX4869를 먹였다.
아카이 슈이치의 연인인 미야노 아케미를 죽였기 때문에 아카이 슈이치에게는 "연인", "숙적"으로 불린다.
키가 굉장히 크고 허리까지 닿는 은빛의 스트레이트 장발을 하고 있으며 보는 사람의 기를 죽일 정도로 매섭고 차가운 눈매를 지녔다.
왼손잡이며 전반적인 신체감각도 매우 뛰어난 편, 외모는 30대로 보이나 시대에 살짝 뒤떨어진 취향을 보일 때가 있는 데 대표적인 예로는 애차인 포르쉐 356A와 담배를 피울 때는 라이터 대신 성냥을 사용한다는 것. 다만 블랙임팩트 조직의 손이 닿는 순간 5편에서는 아카이에게 저격 당하고 퇴각할 때 자기 차의 시거 라이터를 사용한 장면이 나왔다
자주 사용하는 권총은 베레타 M1934. 또한 여러 분야에서 전문가 수준의 지식이 있으며 사격 수준 또한 매우 뛰어나다.
조직에 대한 충성심이 굉장히 높은데 '검은 조직과의 재회' 에피소드에서는 진이 코난에게 마취총을 맞아서 의식이 희미해질 때도 자신의 권총으로 자신의 팔을 쏘면서까지 조직의 임무를 계속 수행할 정도.
모리 탐정 이상가는 골초로 등장때마다 담배를 물고 있는 모습이 1회 이상 나온다
조직원의 실제적인 관리를 하는 조직의 간부급 인사, 따라서 이러한 지위를 이용하여 조직에 있을 가치가 없어진 조직원까지 암살한다. 그래서인지 진은 같은 조직원을 죽이는데 눈 까딱하지 않는 모습이 있다.
타인이나 자신에게 매우 엄격하고 부하의 실수는 조금이라도 용서하지 않는 냉혹하고 철두철미한 성격이지만, 진의 업적을 인정해주는 워커나 키르의 경우 약간은 우호적인 입장을 취해준다. 베르무트 역시 함부로 건드리지는 못하고 또, 베르무트의 업적을 인정을 하긴 하나 베르무트의 비밀스런 일을 자주 경계한다.본인 曰 - 나도 이제 그 여자의 신비주의엔 이골이 다 났거든.
조직을 탈출한 배신자 셰리(하이바라 아이)를 계속 추적하고 있다. 셰리에 대한 감정은 배신감을 넘어서 집착 수준으로, 진이 그녀를 상상하는 모습은 항상 벌거벗은 뒷모습이다.
약점이 있다면, 죽인 사람의 이름을 잊어버리는 버릇이 있다는 것. 따라서 지금까지 쿠도 신이치가 진에게 들키지 않고 살았다. 딱 한번 키르가 살해한 에단 혼도(한국판 문성태)라는 남자의 이름만 기억해 냈다
코난이 자기 정체가 조직에 조금이라도 들켰을 경우 가장 두려워하는 멤버이며, 코난이랑 직접 대면하거나 대적한 적은 없지만 극중에서 "조직에 대항하는 누군가가 있다.(組織に対抗する何者かがいる)"라는 발언을 한 걸로 보아 코난의 정체까지는 몰라도 따로 움직이는 누군가가 있다는 건 간파한 모양. 지금까지 코난이 여러번 진에게 정체를 들킬 뻔했는데 극장판 칠흑의 추적자에서는 토토 타워까지 코난을 추격하였으며 코난의 생각하지도 못한 반격을 당했을 때 "도대체 누구야? 정체가 뭐야?(一体何者なんだ!?)"(한국어 더빙판에선 뭐야... 뭐하는 녀석이냐고?!로 번역됨)라며 극중에서는 드물게 경악하는 모습을 보였다. 단행본의 신칸센 폭파 사건 편에서는 워커와 같이 코난과 대면했으나 정체를 눈치 못 챈듯 하다.
한 번 의심하기 시작한 인물의 주변 사람들까지 예비 타깃으로 삼을 정도로 빈틈이 없는 성격 키르의 구두에 설치되어 있던 도청기를 발견한 것으로 그녀가 그 전에 어떤 일을 의뢰하려고 만났다는 탐정 모리 코고로를 의심했다. 게다가 그가 모리 코고로를 죽이려고 했을 때 모리가 이어폰을 끼고 있어서 더 의심을 굳히게 되었는데, 코난의 재치에 의해 그가 듣고 있던 것은 경마 중계였다는 것이 밝혀졌고 직후 아카이 슈이치의 저격에 광대뼈에 상처를 입고 흉부에 2발의 저격이 들어갔으나 어쨌든 도망쳤다.(방탄복을 입고 있었다) 이 때 그 사건은 FBI의 낚시질이라고 생각하게 되어 모리 코고로에 대한 의심은 접은 상태이다. 하지만 한국판에선 "난 아직 그 유명한이라는 탐정 선생에게 완전히 신경을 끈게 아니거든."이라고 해서 언제든 수상쩍은 낌새가 있으면 죽이려고 하고 있다.
가명을 쓸 때도 있는데 아오야마 고쇼 작가가 발행한 오피스 팬 북에서 확인할 수 있다. 바로 쿠로자와 진인데 이 이름은 '그리고 인어는 사라졌다' 에피소드 중간에 나오는 방명록에 적혀 있다.
암호명 진은 정류 알코올에 노간주나무 열매로 향기를 내는 무색투명한 증류주인 진(Gin)에서 유래했다.
- 베르무트(일본어: ベルモット, 영어: Vermouth)
  - 성우: 코야마 마미/양정화

주로 정보 수집이나 암살, 거래를 보조로 맡고 있는 조직의 여성 간부.
국적은 독일인으로 추정되고 있으며 현지인 수준으로 일본어에 능통하다. 퍼스트컬러는 보라색이다.
미국의 헐리우드에서도 활약한 대배우로 아카데미 상도 수상했다.  과거의 1대 괴도 키드에서 변장술을 배우고 신이치의 어머니인 쿠도 유키코와 함께 연기를 했다.  변장술에 능통하지만 극단적으로 자신의 체격과 다른 경우 정체가 드러날 것을 우려하여 변장을 삼가려고 한다. 그래서 칠흑의 추적자에선 아이리시를 특별 수사팀 관리관으로 변장시켰다
부모님은 샤론 빈 야드가 데뷔할 때 화재로 불에 타 숨졌고 남편도 오스카 상을 받은 다음 달에 병사하였다. 샤론 본인도 병으로 사망한 것으로 세상에 알려졌으며 장례식도 치루어졌다. 유일한 딸인 크리스 빈 야드(Chris Vineyard)가 있다고 사람들은 믿었지만, 실은 샤론과 크리스는 동일인물. 현재 베르무트는 크리스 빈 야드란 이름으로 활동 중이다.
베르무트는 플레버드 와인의 일종으로 리큐르이다. 크게는 스위트 베르무트와 드라이 베르무트로 분리가 된다. 어원은 독일어로 쑥을 나타낸다.
베르무트는 칵테일의 재료로 많이 사용된다. 극 중에서 베르무트의 위치를 보면 술 이름과 잘 어울리는 상황이 자주 연출이 된다. 마타니의 이야기로도 유명한데 진과 베르무트를 각각 3 : 1로 섞으면 마티니가 된다. 술집에서 진과 워커에게 웨이터로 변장해 다가가 마티니를 건네는데 이 때 진은 변장을 눈치채고 얼음송곳으로 변장을 찢어발긴다. 그리고 워커가 요즘 어디서 뭘 하고 있냐고 물어보고 베르무트는 비밀은 여자를 아름답게 만들지라고 답한다. 그러자 진이 "흥, 이 여자의 신비주의는 하루이틀이 아니라니까." 라고 하자 베르무트는 "그보다 오늘밤 마티니나 만들어 보지 않겠어?" 라며 섹드립을 날린다. 이에 진은 검정과 검정이 섞여 봤자 검정 밖에 더 되겠어 라고 맞받아친다.
진과 마찬가지로 모리 탐정 이상가는 골초 등장때마다 담배를 물고 있는 모습이 1회 이상 나온다
조직의 보스에게서 직접 메일로 지시를 받을 정도로 조직에서의 서열은 꽤 높은 편. 하지만 보스나 같은 조직원들 사이에서도 거의 철저하다시피한 신비주의자로 알려진 그녀는 "A secret makes a woman woman."(비밀은 여자를 아름답게 만든다.)라는 명대사를 지니고 있다. 그 신비주의로 인해 가끔 보스나 진에게 의심을 받기도 하지만 언제나 의연하게 대처하며 비밀을 유지하고 있다.
조직의 목표를 달성하기 위해 같은 조직원을 몇 번 죽게 방치했으며(예를 들어 칼바도스) 그로 인해 일부 조직원들은 베르무트를 싫어하기도 하는데 특히 코른과 키안티는 그 정도가 심하다.
FBI가 붙인 표적명으로 Rotten Apple(썩은 사과)이라고 불린다.
뉴욕에서 살인마로 변장하여 아카이 슈이치를 죽이려고 했을 때 우연히 신이치와 란을 만난다. 그 때 란을 죽이려 하다 건물의 난간에서 떨어질 뻔했지만 란이 베르무트를 구해주었다. 베르무트가 왜 자신을 구해줬는지 묻자, 신이치는 "사람이 사람을 죽이는 이유는 모르겠지만, 사람이 사람을 구하는 데엔 논리적 사고가 존재하지 않아."라고 말했으며 이 사건으로 베르무트는 신이치를 "Cool Guy", 란을 "Angel"로 부르면서 이들을 더는 조직의 일에 관여하게 해서는 안 된다는 것을 깨닫는다.
후에 버스 탈취 사건에서 코난이 총에 맞을 뻔할 때 적극적으로 막아주고, 란의 아빠인 모리 코고로가 죽을 위기에 처했을 때 베르무트는 진에게 매우 그럴듯한 거짓 이유를 대면서 암살을 만류하기까지 한다. 검은 조직과의 정면 대결 편에서도 베르무트는 하이바라를 암살하려고 계획할 때 코난을 멀리 떨어뜨리려고 애쓴다. 키르의 정체가 CIA라는 것을 어렴풋이 감 잡고 있는 것 같지만 상부에 보고하지 않는 이유도 코난과 관련되어 있기 때문.
검은 조직에서 배신자 셰리를 찾기 전까지는 미국에서 여배우를 했었다.
능통한 변장술로 인해 천의 얼굴을 지닌 마녀라는 별칭이 붙어 있으며, 배우 활동을 할 때를 제외한 조직 활동에선 자신의 얼굴을 절대로 공개하지 않는다. 그러나 20기 극장판 순흑의 악몽에서는 토토 수족관에 있는 카페에서 대놓고 얼굴을 내놓고 있는다. 베르무트의 진짜 얼굴이 한 번 드러난 적이 있었는데 아카이 슈이치가 산탄총으로 베르무트를 저격했을 때 산탄에 찢어진 얼굴이 드러났다. 하지만 변장한 것이 아니고 얼굴에 상처가 생긴 것으로 봐서는 이미 베르무트는 APTX4869으로 젊어졌다고 보는 것이 옳을 듯하다.
베르무트는 조직에 돌아온 후 배신자 셰리를 찾기 위해, APTX4869를 먹고 어려진 셰리가 가장 몸을 숨기기에 적합한 테이탄 초등학교에 잠입하기 위해 베이커 거리에 사는 의사 아라이데를 암살하려고 계획한다. 우연찮게 아라이데 의사가 사고를 당해 죽은 걸 확인한 베르무트는 바로 아라이데 의사로 변장한다. 변장한 베르무트는 모리 란과 스즈키 소노코가 다니는 테이탄 고등학교 보건 선생으로 일하였다.
변장한 베르무트는 곧 에도가와 코난과 셰리가 하이바라 아이라는 가명을 한 채 테이탄 초등학교 에 다니고 있다는 사실을 알아내고 하이바라 아이를 암살하려고 계획을 짜놓지만, 코난과 FBI 요원에게 발각된다. 항구에서 아카이 슈이치에게 샷건으로 중상을 입고 코난을 납치한 채 산중까지 도망쳤지만 코난의 계략으로 인해 자신의 위치가 발각될 위험이 생기자 결국 "이제 셰리는 포기할게"라는 말을 코난에게 남기고 수면 가스를 이용해 도망갔다. 현재 베르무트는 다시 조직에 복귀하였지만, 베르무트는 스스로 하이바라 아이와 에도가와 코난의 정체를 밝히지는 않았다. 그리고 '칠흑의 미스테리 트레인'편에서 버본과 함께 하이바라를 제거하려고 하나 코난과 오키야 스바루, 괴도 키드의 연합으로 작전은 실패하게 된다.
한편 823화에서 이타쿠라와 아는 사이임이 밝혀졌다. 당시 이타쿠라는 영화 CG 때문에 같이 일했었는데, 코난이 알아낸 정보에 의하면 베르무트가 이타쿠라한테 뭔가 소프트를 주문했을 거라고 한다. 이것은 쿠도 유키코가 확인한 것이다. 또한 버본의 정체를 아는 사람이면서 조력자로 활동하는 것이 824화에서 밝혀지기도 했다.
조직원 중에서 코난과 하이바라의 정체를 아는 사람이며 쿠도 신이치와 아카이 슈이치를 실버 블렛(Silver Bullet / 은 탄환)이 될 수 있는 존재로 기대하고 있다.
조디 스털링의 부친을 살해한 장본인. 이유는 자신의 정체를 감 잡고 조사하고 있었기 때문.
암호명 베르무트는 포도주에 브랜디나 당분을 섞고, 향쑥·용담 등의 향료나 약초를 넣어 향미를 낸 리큐어 베르무트(Vermouth)에서 유래했다.
베르무트는 코난의 정체를 아는 사람중의 한명이다
예전에 쿠도 신이치의 어릴적 얼굴을 본적이
있기 때문이다
- 워커(Vodka)(일본어: ウォッカ, 영어: Vodka)
  - 성우: 타치키 후미히코/이원준(KBS&애니맥스), 시영준(투니버스)

진을 형님이라 부르는 진의 심복으로 연령이나 국적은 불명. 항상 검은 선글라스를 끼고 다녀서 맨 얼굴이 어떻게 생겼는지 알 수 없다. 허무한 느낌이 드는 웃음이 선글라스와 함께 그의 마스코트이다. 조직과 진에 대한 충성심이 높고 진에게 언제나 공손한 말을 사용한다. 태도 또한 예의바르며 어디서 돈이 나오는지는 모르지만 굉장히 현금이 많기 때문에 진의 돈주머니와 마찬가지이다.
주의가 깊고 침착한 진과는 달리 코난의 책략에 그대로 걸리는 부주의한 면모가 있어서 항상 진에게 지적을 당한다. 또한, 하이바라가 처음 등장한 에피소드에서 암살하려던 사람 집 전화기에 자신의 육성이 담긴 녹음 메시지를 그대로 남기는 실수를 한 적도 있다. 그러나 변장에 사용하는 특수 메이크업이나 권총을 취급하는데 있어서 능력이 좋을 뿐만 아니라 기억력도 우수하다. 또한 역추적 기능이나 전화통화기록 해킹 그리고 역탐지 기능 관련 등 기술 및 컴퓨터에 관련된 지식 역시 매우 풍부하다. 코난 역시 진과 같이 워커를 자주 주시한다.
권총을 잘 다루며 그때마다 달라 자주 이용하는 권총은 명확하지가 않다. 진이 신이치에게 APTX4869을 먹였을 때 회전식 권총을 가지고 있었으며, 셰리가 피스코에게 납치되어 감금당했을 때는 자동권총에 소음기를 장착하여 사용하고 있었다.
코드명 워커는 러시아의 대표적인 증류주 보드카(Vodka)에서 유래했다.

#### 정규 멤버 및 간부급 인물
- 키안티(일본어: キャンティ, 영어: Chianti)
  - 성우: 이노우에 기쿠코/김현심

조직 내에서 실력이 있는 여성 스나이퍼. 담황색의 단발에 왼쪽 눈 및에 보라색의 나비날개 문신이 특징. 성격이 불같이 급하고 다혈질이며, 상당히 호전적. 항상 라이플을 보면 흥분하는 조직원.같은 스나이퍼 동지인 칼바도스가 베르무트의 계략에 지원을 나갔다가 사망한 일로 인해 칼바도스를 죽게 내버려 둔 베르무트를 매우 싫어한다.정도가 굉장히 심하며 베르무트와 같은 작전에 투입되는 것도 역겨워하면서 그녀의 면전에 대놓고 침을 뱉을 정도.
자신의 라이플에 달린 스코프에 타깃이 들어오는 순간에 가장 짜릿한 쾌감을 느낀다고 본인이 말했다.
저격 가능 거리는 560야드 전후반이며, 같은 스나이퍼이자 파트너인 코른과는 약간 실력이 떨어지는 듯 싶다.
칠흑의 추적자에서 타카기 형사를 "귀여운 아가(かわいい坊や)"라고 한 것으로 보아, 연령은 타카기보다 더 위인 것으로 추정된다.
자신을 지칭할 때는 "아타이(アタイ)"라고 하며, 저격소총 H&K PSG-1를 잘 쓴다.
코드명 키안티는 세계적으로 유명한 이탈리아의 대표적 와인 키안티 와인(Chianti Wine)에서 유래 했다.
- 코른(일본어: コルン, 영어: Korn)
  - 성우: 기노시타 히로유키/최재호

조직 내에서 실력이 있는 남성 스나이퍼이다. 전체적으로 얼굴이 긴 형상이며, 중절모를 눌러쓰고 선글라스를 쓰고 있기 때문에 눈을 포함해 얼굴 전체는 안 보인다. 말이 거의 없고 짧은 말로 담담하게 말한다. 키안티와 같이 베르무트를 싫어하고 있다. 평상시 조용한 성격이지만 저격할 때 키안티와 말한 내용에서 "난, 머리를 쏘는 게 좋아"라고 말하는 것을 보면 암살자로써의 잔혹함을 지니고 있다. 그러나 반대로 명탐정 코난 에피소드 원, 작아진 명탐정에서는 트로피컬 랜드에서 대관람차를 타고 싶냐는 키얀티의 말의 볼이 붉어지기도 했던걸로 봐서 키안티를 좋아하는거 같다.
저격 가능 거리는 애니메이션에 따르면 600야드 (약 584m) 정도 되지만, 아카이 슈이치보다는 저격 가능 거리가 뒤떨어진다.
칠흑의 추적자에서는 사토 형사를 "좋은 여자(イイ女)"라고 하는 장면 이 나온다.
코드명 코른은 밀이나 보리 등의 곡물을 원료로 한 독일산 증류주 코른(Korn)에서 유래했다.
- 노인

아카이 슈이치와 검은 조직의 간부가 만나기로 약속한 장소에 있던 조직의 일원이다. 약속하고 있던 간부과는 다른 인물이다. 간부를 잡기 위해 진을 치고 있던 FBI 수사관의 동향을 조사하는 첩보원이다. 하지만 FBI 수사관이던 앤드럴 캐멀은 그 노인을 일반인인 줄 알고 "여기에 있으면 위험합니다."라고 말해 버려 아카이 슈이치의 정체가 들통나게 된다.

### 탈퇴자·다른 조직의 잠입자
키르(일본어: キール, 영어: Kir)
혼도 히데미가 검은 조직에 잠입했을 때의 암호명이다.(지금도 잠입 중이다.)
코드명 키르는 프랑스 부르고뉴의 시장이 고안한 와인 베이스칵테일 키르(Kir)에서 유래했다.
라이(일본어: ライ, 영어: Rye)
아카이 슈이치가 가명을 사용해 검은 조직에 5년 전부터 3년 전까지 들어갔을 때의 암호명이다.
조직에 있었을 때의 가명은 모로보시 다이(諸星 大)이다.
코드명 라이는  라이 위스키(Rye whisky)에서 유래했다.
누마부치 키이치로
누마부치 키이치로(일본어: 沼淵己一郎, ぬまぶち きいちろう)는 조직에서 말단 중의 말단이다. 조직에서는 누마부치를 유능한 살인청부업자로 키우려고 했으나 조직의 기대와는 달리 누마부치는 전혀 쓸모가 없는 존재가 되어서 결국 셰리가 개발한 APTX4869의 임상 시험 대상자가 되었다. 실험 직전에 무서워진 누마부치 키이치로는 결국 조직을 탈출한다. 조직은 말단중의 말단이라 조직에 대해 아무것도 모르는 누마부치를 쫓지 않았고, 이후 누마부치는 이런 사실을 모른체 일반시민을 검은조직에서 보낸자로 착각하여 연쇄살인을 저질렀고, 오사카 경시청 소속 사카타 형사의 복수극에 연관되어 폐가에 감금 당하기도 했다. 또한 누마부치 키이치로는 어릴 때부터 장난삼아서 사람을 해쳤다고 한다. 그래서 하이바라는 이런 행동을 한 누마부치에게 조금의 동정심을 느끼지 않았다.
다만 체포된 동안에 어릴 적 반딧불이를 잡던 곳에 가고 싶어 경찰에게 거짓말을 한 것을 보면 아주 잔혹한 인물은 아닌 것으로 판단된다.
일본어판은 다쓰타 나오키(龍田直樹)가 더빙을 맡았으며, 한국어 더빙판은 김광국이 더빙을 맡았다.
한국어 더빙판에서는 김원일이란 이름으로 나왔다.

### 사망자로 처리된 멤버
- 미야노 아케미(안재희, 마상미(KBS), 이정원(투니버스))
  - 성우: 타마가와 사키코/임미진(KBS), 여민정

미야노 아케미(일본어: 宮野 明美, みやの あけみ)는 셰리의 (미야노 시호 / 하이바라 아이)의 언니이며 나이는 23세의 대학생(애니메이션에서는 은행원)으로 가명은 히로타 마사미(広田雅美, ひろた まさみ)이다. 성격이 여동생과는 달라서, 조직의 일에 관여하기 전에는 대학에서 친구와 노는 등 평소대로 시간을 보냈다. 아케미는 자신의 동생인 시호(하이바라)를 조직에서 빼내도록 노력한다. 아케미 자신이 조직원이 되어 마침 잠입 수사 중이던 아카이 슈이치와 교제를 했다. 아카이 슈이치는 정보수집으로 아케미에게 접근했지만 아케미는 슈이치를 연인으로 대했다. 후에 아카이가 검은 조직에 "FBI 요원"이라고 정체가 들키자 조직에서는 미야노 아케미를 암살할 계획으로 아케미에게 은행 강도를 하도록 제안했다.
조직은 아케미에게 은행에서 10억 엔을 훔치는 데 성공하면 여동생 미야노 시호를 조직에서 빼 주겠다는 약속을 하였으며 아케미는 요구에 응했다. 조직에서는 아케미가 은행 강도에 실패하고 그 죄를 물어 죽이려고 했지만, 아케미는 결국 은행에서 10억 엔을 훔치는 데 성공한다. 서둘러 조직은 방침을 바꾸어 진에게 명령하여 결국 아케미는 진과의 교섭 자리에서 진에게 총을 맞는다. 총알이 박힌 곳은 복부였기 때문에 즉사가 아니었지만, 출혈이 심해 코난이 발견했을 때에는 이미 늦은 상황이었다. 아케미는 코난에게 자신이 검은색을 상징으로 하는 거대한 범죄 조직에 소속된 말단이라고 전하고, 은행에서 훔친 10억 엔의 소재를 말한 후에 사망했다. 미야노 아케미가 죽기 전에 코난이 자신의 정체가 쿠도 신이치인 것을 말해주었다.
- 테킬라(일본어: テキーラ, 영어: Tequila)
  - 성우: 히로타 코세이 / 故 김관진

컴퓨터 프로그램의 거래를 관장하던 조직원이다.
관서 사투리를 쓰며 2m의 거대한 키를 가진 테킬라는 게임 제작 회사 만텐도(닌텐도의 패러디)에서 거래 도중에 일어난 사건에 휘말려 폭사했다. 2년 전에 한 컴퓨터 프로그래머에게 어떠한 소프트웨어(그 프로그래머는 인간을 위해 개발을 단념한 프로그램)를 완성하라고 강요한다. 중간에 바뀐 가방을 전혀 눈치채지 못하는 둔한 면도 있으며 꼬마 아이를 발로 세게 차는 폭력적인 면도 있다.
코드명 테킬라는 멕시코 고유의 술 테킬라(Tequila)에서 유래했다.
- 노미구치 시게히코(구중선)

조직에 소속되어 있던 정치가. 뇌물 수수혐의로 세간에서 떠들썩하자 조직에서는 정치가가 조직의 일을 털어놓을 우려가 있어 피스코에게 정치가 암살 명령을 내린다. 파티 회장에서 피스코가 총으로 떨어뜨린 샹들리에에 맞고 노미구치는 그 자리에서 사망했다.
- 피스코(일본어: ピスコ, 영어: Pisco)(김충삼)
  - 성우: 무라마쓰 야스오/김태훈

그 분에게 오랜 세월 시중들고 있던 간부였다. 본명은 마스야마 겐조(枡山憲三, ますやま けんぞう)이다.  대기업 자동차 회사의 회장이며 조직의 말단에 있던 한 정치인을 사고사로 암살하는 데 성공한다. 그 후, 조직으로부터 계속 도망쳐온 셰리를 붙잡으라고 위에서 지시받았다. 마침 하이바라가 셰리랑 동일 인물인 것을 눈치챈 그는 하이바라를 호텔 안에 있는 술 창고에 감금했다. 피스코를 돕기 위해 암살에 동행하고 있던 베르무트의 협력으로, 회장 암살 사건이 발생하고 경찰의 사정청취를 받을 때 피스코는 소지품 검사에서 무사히 통과한다. 피스코는 다시 술 창고에 있던 하이바라를 처리하려고 돌아왔지만 코난의 책략에 의해 결국 하이바라를 죽이지 못한다. 그 후, 코난을 쫓아 술 창고 안쪽에 있던 난로에 깊이 머리를 들이댔는데, 셰리를 쫓던 진이 갑자기 소음총을 피스코에게 들이댄다.
진은 어떤 기자의 사진에 피스코의 범행이 찍힌 사실을 알았는데 사실 현장에 있던 카메라맨이 유명 작가와 음악 프로듀서가 몰래 껴안고 있는(...) 장면을 찍은 거였지만 하필 그 뒤쪽에 피스코가 천장을 향해 총을 쏘는 모습이 찍히고 말아 그 사진이 아침 신문의 1면에 게재되게 된 것을 말해주고 기밀 정보가 새는 것을 두려워한 그 분이 진에게 피스코를 죽이라는 명령을 내린 것에 따라 결국 피스코는 진에게 총을 맞아 사망한다. 향년 71세.
정치가를 살해할 때의 솜씨를 보아 상당히 우수한 저격수였을 것이다. 덧붙여서 피스코는 하이바라의 부모님과는 친한 사이였고 개발하는 약의 정보를 잘 듣고 있었다고 하이바라에게 말했다.
코드명 피스코는 페루산 브랜디 피스코(Pisco)에서 유래했다.
- 칼바도스(일본어: カルバドス, 영어: Calvados)

실력있는 스나이퍼이며, 해외 거주의 남성이다.
셰리의 살해를 도우라는 베르무트에 의해 일본에 방문했다. 항만에서 작전중이던 베르무트를 권총으로 노리는 조디 스털링의 복부를 라이플로 저격 해 중상을 입게 했다. 그리고 셰리의 머리에 조준점을 맞추어 살해하려고 하던 중 갑자기 모리 란이 나타났다. 칼바도스는 란을 저격했지만 란은 달리고 있었으므로 총알은 명중하지 않았다. 이윽고 베르무트가 칼바도스에게 저격을 중지하라고 발포했다. 그 모습을 지켜보던 칼바도스는 아카이 슈이치에게 발각되어 팔과 다리가 골절되었다. 또한 그는 아카이 슈이치에게 총을 빼앗겼다. 아카이 슈이치는 "어딘가의 무기 상인이라고 생각했다."라고 말할 만큼 칼바도스의 무기가 많았다. 그 후 베르무트는 아카이 슈이치가 쏜 산탄총을 맞는다. 베르무트가 나중에는 차를 타고 도망가버려 홀로 남은 칼바도스는 골절로 따라 도망칠 수 없었다. 결국 칼바도스는 숨겨놓았던 권총으로 자살했다.
등장은 실루엣뿐이여서 소리나 본명은 물론 어떤 모습을 하고 있었는지 알 수 없다. (코난 10주년 스폐셜, '블랙 임팩트! 조직의 손이 닿는 순간!'에피소드에서는 코른의 회상으로 몇 초간 등장했지만, 선글라스와 모자로 가려져 본모습은 보이지 않았다). 베르무트에 호의를 품고 있었지만, 베르무트에게 이용만 당해서 결과적으로 사망한 것이다. 베르무트가 키안티와 코른으로부터 미움받고 있는 원인은 여기에 있다.
코드명 칼바도스는 프랑스 칼바도스의 사과로 만든 사과 브랜디 칼바도스(Calvados)에서 유래했다.
- 미야노 아츠시 (일본어: 宮野厚司, みやの あつし)(안동준)

셰리(미야노 시호)와 미야노 아케미의 아버지이다.
조직의 일원이었지만 암호명은 알 수 없다. 하이바라의 말에 따르면 몇 년전에 사고사했다고 알고 있다. 아가사 박사는 옛날에 발명품의 발표회에서 미야노 아츠시를 몇 번 만났던 적이 있었다. 학회에서 추방당한 매드 사이언티스트(mad scientist)이지만, 아가사는 자신의 발명품을 칭찬해 준 상냥하고 좋은 느낌의 사람이었다고 말한다. 그러나, 자신이 무슨 연구를 하고 있는지 아가사에게는 한 번도 이야기하지 않았다. 북디자이너 친구에게 자신의 집을 디자인회사 사무실로 빌려준 것을 보아, 친절한 성격을 갖고 있는 듯하다.
혹자는 그가 죽지 않았으며, 실질적인 검은 조직의 '그 분'이라는 설을 내어 놓고 있다.
- 미야노 에레나 (일본어: 宮野 エレーナ, みやの エレーナ)

셰리(미야노 시호)와 미야노 아케미의 어머니이다.
영국인이며 조직의 일원이었던 남편 미야노 아츠시와 함께 사고사했다고 추정한다. 암호명은 알 수 없지만 헬 엔젤(Hell Angel)이라고 주위에서 말했다. 자신의 죽음을 미리 알고 미야노 아케미에게 미야노 시호(하이바라 아이)의 생일을 축하하는 카세트 테이프를 준비하는 등 딸에 대한 애정이 남다른 사람이었다.
뒤에 하이바라가 에레나가 남긴 카세트 테이프에서 에레나가 그들 부부가 개발한 약을 은제 탄환 Silver Bullet이라고 불렀던 것을 들은 것이 밝혀졌다.
일본어판은 스즈키 히로코(鈴木弘子)가 더빙을 맡았으며, 한국어 더빙판은 문선희가 더빙을 맡았다.
한국어 더빙판에서는 목소리만 등장하다가 칠흑의 미스테리 트레인 (수도) 편에서 엘레나라는 이름으로 다시 나왔다
- 쿠스다 리쿠미치 (일본어: 楠田陸道, くすだ りくみち)(구민식)
  - 성우: 이와타 미츠오/변현우

경추 손상이라고 속여 키르를 찾으려고 병원에 잠입한 조직원이다. 하지만 아카이 슈이치와 코난에게 정체를 들켜 권총으로 자살한다. 이후, 조직은 그의 이름을 도용해 FBI를 도발하여 억류되어 있던 조직원 키르를 구출했다. 또한 적과 흑의 크래쉬(순직)편에서 아카이 슈이치 자동차 안에 발견된 시신은 진짜 아카이 것이 아닌 쿠스다 리쿠미치의 시신이다.

### 오리지널 캐릭터

#### 극장판 오리지널 캐릭터
- 하라 요시하키 (일본어: 原 佳明, はら よしあき)(하준영)
  - 성우: 하시모토 고이치/김기흥

컴퓨터 회사 "토키와"의 전무이자 게임 프로그래머였다. 명탐정 코난 극장판 5기 천국으로의 카운트다운에 등장했다.
초콜릿을 좋아하고 아이 같은 성격이 있어, 소년 탐정단과 금방 친해졌다. 그러나, 하라 요시하키에게는 과거에 조직에 관여하고 있던 일이 있었다. 조직은 하라 요시하키가 조직을 배반해 자료를 가지고 사라졌다고 해서 같은 시간에 발생한 살인 사건에 묻혀서 진에게 사살되었다. 살해되기 직전에, 옆에 있던 은칼을 손에 꽉 쥔다. 이것은 범인을 지목하는 다잉메시지로 (은을 로마자 표기로 하면 GIN, 영어 읽기로 하면 진)이다. 진은 이것을 "칼로 총에 저항할 생각"이라고 해석해 버려서 범인을 지목하는 메시지를 해석하지 못하고 메시지를 그대로 내버려두었다. 결국, 코난과 하이바라는 "진"이라고 하는 암호명을 해독했지만 경시청에서는 단순한 술의 이름이라고 판단하고 더는 경찰의 수사가 불가능하다고 수사는 종결되었다.
- 아이리시(일본어: アイリッシュ, 영어: Irish)
  - 성우: 마카모토 유지/송준석

검은 조직의 멤버로 검은 조직과 관련된 메모리 카드를 찾기 위해 수사팀의 관리관으로 변장하여 잠입한다. 명탐정 코난 극장판 13기 칠흑의 추적자에 등장했다.
무술에 능하고, 냉정함. 전형적인 악당 캐릭터. 그래도 인간적인 면모도 있다. 예를 들어, 칠흑의 추적자에서 진의 총에 맞은 상태에서 코난에게 "절대 죽지 마라"라는 말을 한 것이다. 피스코를 아버지처럼 섬겼기 때문에 그를 죽인 진을 싫어한다. 코난의 정체가 쿠도 신이치라는 것을 알게 되는 인물이다. 일반인으로 가장한 조직의 멤버(N.O.C = non official cover)의 정보가 입력된 메모리 카드를 손에 넣지만 키안티에 의해 살해당한다.
암호명 아이리시는 아일랜드에서 엿기름과 보리 등으로 만들어지는 위스키 아이리시 위스키(Irish Whisky)에서 유래했다.
- 오카쿠라 마사아키(방정권)

영화 칠흑의 추적자에서 나오는 광역살인사건 3번째 피해자.
국회의원의 비서로 일했지만 실은 일반인으로 가장한 검은 조직의 공작원이다. 자신이 조직에서 소멸되지 않도록 부적 주머니에 조직의 공작원 리스트가 담긴 메모리 카드를 넣고 다녔지만 살해당했을 때 범인이 들고 사라졌다.
- 큐라소(일본어: Unknown, 영어: Curacao)
  - 성우: 아마미 유키/박리나

검은 조직의 멤버로 검은 조직에 잠입한 스파이들의 데이터(N.O.C = non official cover)를 빼 가려는 것을 공안 경찰들에게 들켰으나 손날로 카자미 유우야를 제외한 경찰들을 쓰러트린다. 그 이후, 아무로 토오루와 격투를 벌이다가 변장을 위해 끼운 컬러렌즈 한 쪽이 빠지면서 오드아이임이 드러났다. 물속에 빠져서 기억을 잃는데, 탐정단을 만나 친해진다. 이후 조직이 오스프리 헬기로 관람차를 부수자 크레인으로 막고 자신은 압사한다.

#### 스타우트(일본어: Unknown 영어: Stout)
검은 조직에 잠입한 MI6의 스파이로, 남성이다.2층 버스에서 코른에게 스나이퍼로 사살당한다. 이때 코른이 "널 믿었는데 유감이구나, 스타우트. 잘 가라." 라고 말한 걸 보면 코른과 친했던 것 같다.

#### 리슬링(일본어: Unknown 영어: Riesling)
리슬링은 순흑의 악몽에서 큐라소가 찾은 NOC 리스트의 인물중 BND의 스파이인 서 진에게 암살 당했다

#### 아쿠아비트(일본어:Unknown 영어: Aquavit)
아쿠아비트는 큐라소가 찾은 NOC list 중 한명이였는데 토론토에서 관광 안내를 하다가 키안티에게 총살 당했다.

#### TV 드라마 오리지널 캐릭터
검은 옷의 남자
TV 드라마 "쿠도 신이치의 부활! 검은 조직과의 대결"에 등장. 케이크를 먹고 원래 몸으로 돌아온 하이바라를 나이프로 노렸지만 란이 나이프를 두들겨 떨어뜨림으로 인해 실패. 멀리 도망간 후에 진에게 사살된다.

#### 특별편 오리지널 캐릭터
아라크 (Arrack)
명탐정 코난 특별편 26권에서 나온 검은 조직의 멤버. 원래는 "아미린"이라는 이름의 가수이다. 표적 암살에 실패하고 코난에 의해 범행이 파헤쳐저 체포되지만 호송중인 차 안에서 이 안에 숨긴 독약으로 자살했다.
코드명 아라크는 인도와 동남아시아 지역에서 제조되는 증류주 아라크(arrack)에서 유래했다.
쥬네릭 (Generic)
명탐정 코난 특별편 26권에서 나온 검은 조직의 멤버. 통칭은 쥬네. 나이는 셰리보다 1살 어림. 어렸을 때 부모에게 버려졌으나 그 재능을 높이 산 조직에게 13세 때 거두어진다. 마음이 약하고 자신을 도와준 셰리를 그리워하고 있었다. 한 때, 셰리와 함께 APTX4869를 개발했고 사람의 기억을 조작하는 독약도 개발했다. 조직에서 탈출한 셰리를 쫓아 자신도 APTX4869로 유아화해 탈주하며 셰리의 기억을 조작해 친남매로 살려고 하지만 실패하고 오히려 자신이 모든 기억을 잃어버렸다. 기억을 잃은 후에 아이를 사고로 잃은 부부에게 친자식처럼 살아가고 있다. 그의 말에 의하면 APTX4869로 유아화된 생물은 다시 성장할 수 있다고 한다.
안토니오 고메스
일본의 역사 3에 등장하는 검은 조직에 속한 범죄자. 셰리도 조직에 있을 무렵 몇 번 얼굴을 본 적이 있다. 오다 노부나가에 관한 자료를 이용해 조직에 공헌하고 있었지만, 어느 작전을 독단으로 실행하다 코난에게 그 범행이 간파된다.
검은 수염
특별편 35권에 등장하는 검은 조직의 멤버 치사율이 70%나 되는 맹독성 바이러스를 연구했으나 셰리가 에바와 바꾸자 바이러스에 감염이 안 되어 진에게 누명을 씌워 결국 자살한다. 따로 코드네임은 있으나 검은 수염이라 부른다.

## 조직에 관련된 인물
대머리 사장
성우 - 츠지 신파치
본명 불명. 제트코스터 살인사건 때 건물 뒤에서 워커와 거래하고 있던 인물. 회사에서 실시하던 권총 밀수의 증거 필름을 미끼로 조직에게 1억엔을 바쳤다. 워커와 거래를 끝내고 바로 도망갔다.
히로타 겐조
성우 - 없음
10억엔 강탈사건의 주모자 중 한 명. 택시운전기사로 운전 기술이 좋아 히로타 마사미에게 고용되었다. 훔친 돈을 독점으로 차지해 자취를 감추자 공범자 히로타 마사미가 모리 코고로에게 수색을 의뢰했다. 히로타 아키라에게 발견되어 교살당한다. 원작에서 10억엔 강탈사건의 흑막은 검은 조직이지만, 애니메이션에서는 은행 강도 상습범인 오키타로 바뀌었다.
히로타 아키라
성우 - 테즈카 히데아키
10억엔 강탈사건의 주모자 중 한 명. 신장이 190cm를 넘는 거구로 팔힘이 세 히로타 마사미에게 고용되었다. 훔친 돈을 혼자 가지고 자취를 감춘 히로타 겐조의 수색을 모리 코고로가 아닌 다른 탐정에게 의뢰했다. 그를 찾아내 교살하지만 히로타 마사미에 의해 수면제로 속아 건네받은 청산가리를 마시고 사망. 히로타 아키라의 이름은 아마 가명일 것이며, 실제 이름은 불명. 원작에서 10억엔 강탈사건의 흑막은 검은 조직이지만, 애니메이션에서는 은행 강도 상습범인 오키타로 바뀌었다. 그 때문에 원작에서 히로타 마사미에게 수면제라고 속이고 청산가리를 건네준 자는 진이지만, 애니메이션에서는 이 또한 오키타로 바뀌었다.
회사원 여성
성우 - 사유리
본명 불명. 신칸센내에서 진 일행과 거래를 한 여성. 돈에 관련된 정보가 들어있는 가방을 진 일행으로부터 4억엔에 사들였다. 그러나 진은 용무가 끝난 그녀를 죽이기 위해 가방에 폭탄을 장치하여 신칸센이 폭발할 뻔 했지만 코난의 활약에 의해 가까스로 구사일생한다. 그 다음에 경찰에게 전부 이야기했지만 조직에 깊게 관련된 인물은 아니었다. 애니메이션에서 그녀의 거래 상대는 진과 워커를 쏙 빼닮은 우에다와 시모다이다. 결국 이 둘도 경찰에게 체포되었다.
나카지마 히데아키 (김상진)
성우 - 타니가와 슌
게임회사 만텐도의 개발 사원. 만천당의 신작 게임 발표회장에서 테킬라와 거래해 전 세계의 유능한 프로그래머 명단을 넘기려 했다. 그러나 동료 타케시타 유노부(백도훈)가 자신을 죽이기 위해 걸어놓은 폭탄으로 테킬라가 죽어 거래가 실패됐다.
키시이
성우 - 치바 잇신
애니메이션 제 128화 - 검은 조직 10억엔 강탈사건에 등장한 10억엔 강탈사건 주모자 중 한 명. 히로타 마사미에게 고용되었다. 갬블을 좋아하고 상당한 빚이 있었다. 가드맨으로써 은행에 잠입해 현금수송차의 문을 안에서 여는 역할을 담당했다. 목욕탕에서 집으로 돌아가는 도중 워커에게 사살되어 입이 봉쇄되었다. 일본판과 달리 한국판에서는 이름없이 은행 경비원으로만 등장했다.
카이즈카 시로 (강현호)
성우 - 없음
애니메이션 제 128화 - 검은 조직 10억엔 강탈사건에 등장한 10억엔 강탈사건 주모자 중 한 명. 전 레이서로 히로타 마사미에게 고용되었다. 은행에서 차로 도주할 때 레이서 같은 수준의 쾌속으로 운전해 코난의 스케이트보드 추적을 뿌리쳤다. 맨션의 자기 방에서 진에게 사살되어 입이 봉쇄되었다.
히로타 마사미 (이정원)
성우 - 나카 히로시 / 김정호
나난요(남양) 대학교수. 미야노 아케미가 그의 제자로, 아케미의 가명 히로타 마사미가 그의 이름에서 유래했다. 연구소에 있었을 무렵의 하이바라가 언니에게 잘못 보낸 조직의 중요 데이터가 그의 방에 보관되어 있었다. 조직은 디스크의 내용을 보았을 가능성이 있는 히로타 교수를 암살하려 한다. 히로타는 조직과 관련없는 사건에 말려 들어가 살해당했다.
이타쿠라 타카시 (김종걸)
성우 - 오오토모 류자부로 / 강구한
이전에는 유명한 CG 디자이너였지만, 눈이 점점 나빠져 게임 시스템 엔지니어로 직업을 바꿨다. 유능한 시스템 엔지니어로서 조직에 주목을 받았다. 조직은 그에게 거액의 돈을 지급하고 어떤 소프트웨어를 개발하라고 지시했다. 하지만 이타쿠라는 "우리 인간을 위해서 단념했다."란 내용을 일기에다가 써놓고 개발을 포기했다. 또한 일기에는 조직에 지시로 전화를 걸었을 때 여왕과 같이 고압적인 말투의 여자가 We can be both of God and the Devil. since we try to raise the dead against the stream of time. "우리는 신이며 악마이다. 왜냐하면 우리는 시간의 흐름에 거역하여 죽은 자를 소생시키려 하니깐."이라는 말을 들었다고 한다. 이타쿠라는 계약 기일이 다가오자 조직을 피해 외국으로 도망치려고 했다. 이타쿠라는 조직과 관련없는 사건에 말려 들어가 살해당했다.
늑대 인간
성우 - 히로세 마사이 / 이종구
본명 불명. 철 지난 할로윈 파티에서 늑대 인간의 분장으로 참가한 남자. 파티의 주최자인 영화 프로듀서를 미워하여 그 이야기를 어느 사이트에 썼더니 베르무트로부터 "살인계획을 주었으니 실행하라"라고 권유당했다. 처음엔 거절하지만, 자신과 가족의 몰래카메라 촬영 사진들이 한 상자 가득 보내져 오자 협박되고 있다고 생각해 살인을 실행한다.
도몬 야스테루 (지용근)
성우 - 후쿠다 노부아키 / 손종환
중의회 의원 총선거에 처음 출마하는 남자. 부친은 전 방위청 관료로, 자신도 또한 자위대 간부를 지냈다. 남보다 배로 정의감이 강하고 언론에 폭력이나 범죄에 관한 과격한 발언으로 높은 지지를 받고 있다. 하지만 그런 그를 눈엣가시로 여기는 사람들에 의해 살인청부업자도 보내졌지만 되려 청부업자를 공격해 제압할 정도로 배짱이 두둑한 사람. 군인 출신이라 가능한 것으로 볼 수 있다 일본은 어떨지 몰라도 한국은 현역들을 빡세게 굴리기 때문에 칼 들고 설치는 사람 하나쯤 제압할 정도는 된다 지금은 자위대의 거구 보디가드가 항상 그의 좌우를 책임지고 있다.
미래의 수상 후보감이라는 소문이 떠도는 만큼 카리스마가 많고 그 이유로 조직에 의해 암살당할 위기까지 겪는다. 그러나 코난과 FBI의 활약으로 저지된다. 그 후 부친의 20년 전 불륜 의혹으로 출마를 보류할 만큼 고결한 성품이다. 조직 내에서 부르는 암호는 DJ로, 뜻은 다이아의 잭이다. 다이아는 점술에서 땅의 기운을 지니고 있고 잭은 병사의 뜻. 블랙임팩트 조직의 손이 닿는 순간에 등장했으며 한국판에서는 지용근이라는 이름으로 나왔다 한국판에서 코난이 DJ가 지용근씨 임을 추리하는 내용은 잭이 병사를 뜻한다 그러므로 국방부 고위급 간부였고 이름에 땅을 나타내는 한자 땅지와 같은 발음이 들어가는 사람은 지용근씨뿐이다라고 추리했다
후네모토 토지 (김지민)
성우 - 카나이 미카 / 정혜원
조직에 잠입한 키르(혼도 히데미)가 조직의 암살계획 실행 중 일어난 오토바이 교통사고의 원인이 된 소년. 키르의 오토바이 사고를 유일하게 목격한 자이며 그 정보를 얻으려한 베르무트와 접촉했다. 조직은 "목격자가 꼬맹이라면 살려두어도 문제없다"고 판단하여 그는 조직의 표적에서 벗어났다.

## 참고 사항
1. ↑  아사히 신문 2006년 1월 13일자 석간에 있는 작가의 인터뷰를 보면, 조직을 총괄하는 보스의 이름은 코드 네임이 아니라 일반 이름이라고 말한다. 아오야마 고쇼 작가는 또한 "조직 이름을 말하면 그분의 이름을 알아버린다"라고 말한다. 다만 File.1008화에서 30권에 과거 이름만 언급되었다
2. ↑  베르무트 曰 - 보스는 돌다리도 두드려 보고 건너다 못해 돌다리를 부숴버리는 성격...
3. ↑  몬스터 공포 소설에서 늑대 인간을 쓰러뜨릴 수 있는 유일한 무기
4. ↑  보스의 명령을 받아 암살할 때도 있고 자신이 독단적으로 암살할 때도 있다. 독단적으로 암살을 해도 보스는 조직에 아무런 해가 없으면 제재를 가하지 않는다.
5. ↑  최근 극중에서 조직에 관련된 여러 사건들이 하이도 거리를 중심으로 일어난 것을 눈치챈 바 있다.
6. ↑  아이나 몸집이 큰 인물
7. ↑  베르무트가 샤론 빈 야드로 활동할 때 뉴욕에서 공연했던 연극인 "골든 애플"에서 따온 이름이며, 겉은 화려하지만 속은 썩을 대로 썩었다고 아카이 슈이치가 비아냥거렸다.
8. ↑  진이나 워커 등 고위 및 일부 정규 조직원은 제외
9. ↑  조디 스털링이 베르무트에게 "당신 왜 나이를 먹지 않지?"라고 묻는 대사가 42권에 나온다. 이 말은 베르무트가 20년 전에 조디 스털링의 아버지를 살해했을 때의 외모와 지금의 외모가 큰 차이가 없기 때문에 나온 말이다. 크리스 빈야드의 프로필 상 나이가 29세인데 20년 전 조디 스털링의 아버지를 살해했을 때가 그와 비슷했을 때라면 아마 베르무트의 실제 나이는 대략 49~50세 정도일 것으로 추정해볼 수 있다.
10. ↑  실은 그녀의 계획을 눈치챈 FBI에 의한 위장 공작
11. ↑  자동차 안에서 가스를 살포했기 때문에 자신도 잠들 위험에 처했지만, 자신의 다리를 총으로 쏘는 걸로 의식을 찾아 도주
12. ↑  단, 베르무트는 하이바라가 살아있다는 것을 바로 눈치챘으나 버본은 아직 모르는 것으로 나온다.
13. ↑  한 번은 워커가 부주의하게 행동하자, 진은 소음총을 워커의 머리에 겨눈 적이 있다.
14. ↑  목소리를 변조했지만 하이바라는 목소리의 말투를 듣고 목소리의 정체를 정확하게 워커라고 추리한다.
15. ↑  한국어 더빙판에서는 "꽃미남 오빠네~!"로 표현함.
16. ↑  극장판 13기 한국 공식사이트 참고함. http://www.tooniland.com/Special/conan/characterInfo.jsp%5B깨진+링크(과거+내용+찾기)%5D
17. ↑  한국어 더빙판에서는 "여자쪽도 괜찮은데"로 처리됨

## 같이 보기
- 명탐정 코난
- 명탐정 코난 (애니메이션)
- 명탐정 코난의 등장인물